# Ortunho
Jorge Carlos Carneiro, detto Ortunho (Porto Alegre, 1º ottobre 1935 – Porto Alegre, 22 novembre 2004), è stato un calciatore brasiliano, di ruolo difensore. È considerato tra i migliori giocatori della storia del Grêmio nel suo ruolo.

## Caratteristiche tecniche
Giocava come difensore, ricoprendo il ruolo di laterale sinistro. Aveva una peculiare abilità nella marcatura e nel servire gli attaccanti. Somigliava a Washington Ortuño, ex calciatore della Nazionale di calcio dell'Uruguay vincitrice del campionato del mondo 1950; da lì prese il suo pseudonimo.

## Carriera

### Club
Dopo gli inizi nel Nacional-RS, venne acquistato dal Vasco da Gama, dove entrò a far parte di una buona squadra, che vinse il titolo statale per due volte. Nel 1959 passò al Grêmio, ove venne incluso tra i titolari della compagine che, sotto la guida di Foguinho prima e Carlos Froner poi, vinse per sei volte il campionato Gaúcho. Lasciò il club con otto titoli in nove anni, una media tra le migliori per la società, e si trasferì dapprima al Metropol e poi al Cruzeiro, ove si ritirò.

### Nazionale
Fu tra i giocatori che Teté, nominato dalla CBD commissario tecnico della Nazionale, incluse nella lista dei convocati per il Campionato Panamericano 1956. Tuttavia, durante questa competizione non fu mai impiegato. Fu presente anche nella successiva edizione del torneo, nel 1960. Debuttò il 6 marzo 1960 contro il Messico, subentrando a Calvet, ma non fu poi richiamato in causa per i due successivi incontri. Tornò in campo il 15 marzo, nel secondo confronto con il Messico, giocando da titolare al posto di Soligo; lo stesso avvenne contro Costa Rica e Argentina.

## Palmarès

### Club
- Campionato Carioca: 2

Vasco da Gama: 1956, 1958
- Campionato di Porto Alegre: 2

Grêmio: 1959, 1960
- Campionato Gaúcho: 6

Grêmio: 1959, 1960, 1962, 1963, 1964, 1965

### Nazionale
- Campionato Panamericano: 1

1956